# Jean Charles de Menezes
Jean Charles de Menezes (Gonzaga, 1978. január 7. – London, 2005. július 22.) brazil villanyszerelő. Londonban dolgozott három évig villanyszerelőként, amikor a brit rendőrség a 2005-ös londoni terrortámadások egyik felelősének nézve a Stockwell metróállomás kijáratánál fejbe lőtte. Halála óriási felháborodást váltott ki.